# 呂維橒
呂維橒，字稚修，山東益都縣人，清朝政治人物、进士出身。

## 生平
順治二年，鄉試中舉。順治三年，登進士，試江西道监察御史，巡按山西。